# Neutrocyclops brevifurca
Neutrocyclops brevifurca – gatunek widłonoga z rodziny Cyclopidae; jedyny przedstawiciel rodzaju Neutrocyclops. Jako pierwszy opisał go w 1934 roku Arthur George Lowndes, nadając mu nazwę Cryptocyclops brevifurca.